# Kościół św. Józefa i św. Judy Tadeusza w Rumi
Kościół św. Józefa i św. Judy Tadeusza w Rumi-Zagórzu – rzymskokatolicki kościół parafialny znajdujący się w Rumi, w dzielnicy Zagórze. Położony jest przy ul. Podgórnej. Wchodzi w skład dekanatu Reda, który z kolei należy do archidiecezji gdańskiej.

## Historia
- 7 grudnia 1984 - biskup ordynariusz Marian Przykucki erygował parafię, której proboszczem mianował ks. Tadeusza Guta.
- 30 czerwca 1985 - została odprawiona pierwsza msza św. przy polowym ołtarzu.
- lipiec 1985 - rozpoczęcie budowy tymczasowej kaplicy i domu parafialnego.
- 28 października 1985 - biskup Marian Przykucki poświęcił plac pod obiekty duszpasterskie.
- 12 października 1986 - biskup ordynariusz dokonał poświęcenia kaplicy i domu parafialnego z salkami katechetycznymi.
- 1987 - rozpoczęcie prac niwelacyjnych pod budowę kościoła.
- 1989 - rozpoczęcie budowy kościoła wg projektu Mirosława Bartosiewicza i Jerzego Kaczorowskiego.
- 15 lipca 1990 - wmurowanie kamienia węgielnego.
- 7 października 1995 – konsekracja kościoła przez arcybiskupa Tadeusza Gocłowskiego przy udziale biskupa pelplińskiego Jana Bernarda Szlagi.
- 13 maja 1997 – arcybiskup Tadeusz Gocłowski poświęcił Grotę Matki Bożej Fatimskiej.
- 14 lutego 1997 – biskup pomocniczy gdański Zygmunt Pawłowicz poświęcił stacje Drogi Krzyżowej.
- 13 września 1998 - arcybiskup Tadeusz Gocłowski poświęcił trzy dzwony: Andrzej, Jan Chrzciciel i Juda Tadeusz[1].
- 15 grudnia 1999 - poświęcenie kapliczki ku czci św. Franciszka z Asyżu pochodzącej z papieskiego ołtarza z Sopotu.
- 26 marca 2000 - ksiądz biskup Zygmunt Pawłowicz poświęcił płaskorzeźby w prezbiterium kościoła.
- 1 lipca 2000 - arcybiskup Tadeusz Gocłowski poświęcił ołtarz boczny ku czci Matki Bożej Zagórskiej oraz organy.
- sierpień 2000 - zakończono prace adaptacyjne na chórze.
- lipiec 2001 - malowanie wnętrza kościoła.
- sierpień 2002 - malowanie elewacji kościoła od strony prezbiterium.
- 31 października 2002 - ksiądz arcybiskup Tadeusz Gocłowski przy udziale księdza biskupa Edwarda Zielskiego z Brazylii poświęcił w dolnym kościele Kaplicę Miłosierdzia Bożego.
- 26 października 2003 - arcybiskup Gocłowski poświęcił płaskorzeźby patronów parafii: św. Józefa i św. Judy Tadeusza.
- 1 kwietnia 2004 - biskup Pawłowicz poświęcił ołtarz boczny ku czci błogosławionej Matki Teresy z Kalkuty.
- 30 czerwca 2004 - poświęcenie ołtarza bocznego ku czci Matki Bożej Nieustającej Pomocy.
- lipiec 2004 - malowanie elewacji kościoła.
- 2008 - wykonano granitowe schody do kościoła.
- lipiec 2011 - uroczyste wniesienie przez dzieci pierwszokomunijne Ikony Matki Bożej Nieustającej Pomocy do Kaplicy Bożego Miłosierdzia.
- 2012 - ocieplenie i odnowienie elewacji kościoła.
- 2014 - odnowienie elewacji wieży kościelnej.
- 2015 - remont wnętrza kościoła.
- październik 2015 – peregrynacja MB z Lourdes, zakup elektronicznego ekranu do wyświetlania tekstów pieśni (w kaplicy), remont organów w kościele i kaplicy.
- czerwiec 2020 – remont oraz nowa zabudowa zakrystii[2].